# Stochomys longicaudatus
Stochomys longicaudatus — вид гризунів родини мишевих (Muridae). Це єдиний вид в роду Stochomys. Його природне середовище існування — субтропічні або тропічні вологі рівнинні ліси.

## Поширення і середовище проживання
Цей пацюк походить із вологих тропічних лісів у західній частині Центральної Африки на висоті від рівня моря до 1000 метрів. Його ареал простягається від Того через Бенін і Нігерію до басейну Конго і на схід до західної Уганди.

## Біологія і поведінка
Тварина веде переважно нічний спосіб життя і харчується на землі зеленим рослинним матеріалом і опалими фруктами, доповнюючи їх деякими комахами. Окрім пересування по землі, він часто забирається в підлісок тропічного лісу, хоча не високо на дерева. Повідомлялося про будівництво сферичних гнізд із подрібненої трави. Мало що відомо про соціальну організацію цього виду, але в Камеруні групу з тринадцяти було спіймано в одному місці на плантації олійної пальми. Розмноження відбувається протягом усього року, але більш поширене в період з лютого по травень і з вересня по грудень. Виводки коливаються від одного до чотирьох дитинчат.

## Морфологічний опис
Це гризун середнього розміру з довжиною голови й тулуба від 13 до 17 сантиметрів і вагою ≈ 90 грамів. Хутро темно-рудувато-буре на спині, стає сіруватим на боках і тьмяніє до блідо-сірого знизу. Хвіст із рідкою щетиною значно довший за тулуб, зазвичай його довжина становить від 18 до 22 сантиметрів.